# A18 (motorväg, Italien)
A18 är en motorväg i Italien som går mellan Messina och Catania på Sicilien.